# 吉田家住宅 (徳島県美馬市)
吉田家住宅（よしだけじゅうたく）は、徳島県美馬市脇町大字脇町にある歴史的建造物（商家）。国の重要伝統的建造物群保存地区「脇町南町」を構成する建造物の一つである。

## 概要
寛政4年（1792年）に創業した藍商、吉田直兵衛の家。　屋号「佐直」（さなお）と称し、脇町でも1,2を争った豪商であり、約600坪の敷地には江戸時代中期から後期にかけて建てられた主屋、質蔵、藍蔵など5棟が中庭を囲むように建っている。同家には、家系書と歴代記録を伝えており、特に歴代記は郷土史の好資料である。邸宅は25室あり表八畳の座敷を御成の間と云う。

## 施設情報
住宅は、観光施設として有料で公開している。
- 所在地： 徳島県美馬市脇町大字脇町53
- 公開日： 12月27日から1月1日まで休館
- 時 間 ： 9時 - 16時30分
- 入場料： 大人　500円　　小・中学生250円　　
  - 15名以上は団体割引　大人　400円　　小・中学生200円
- 交 通 ： 脇町ICから10分（道の駅藍ランドうだつ）

## ギャラリー

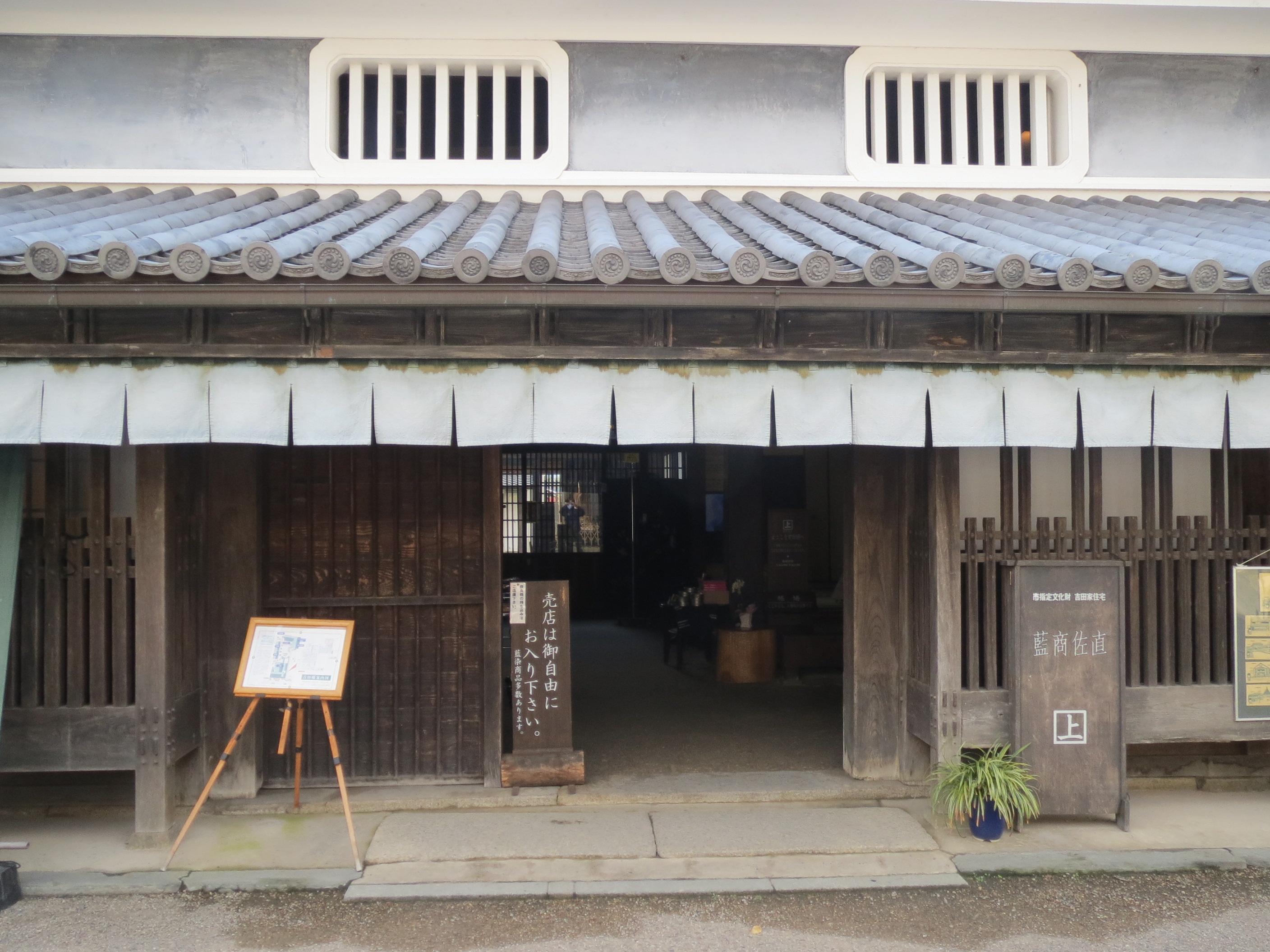
玄関口
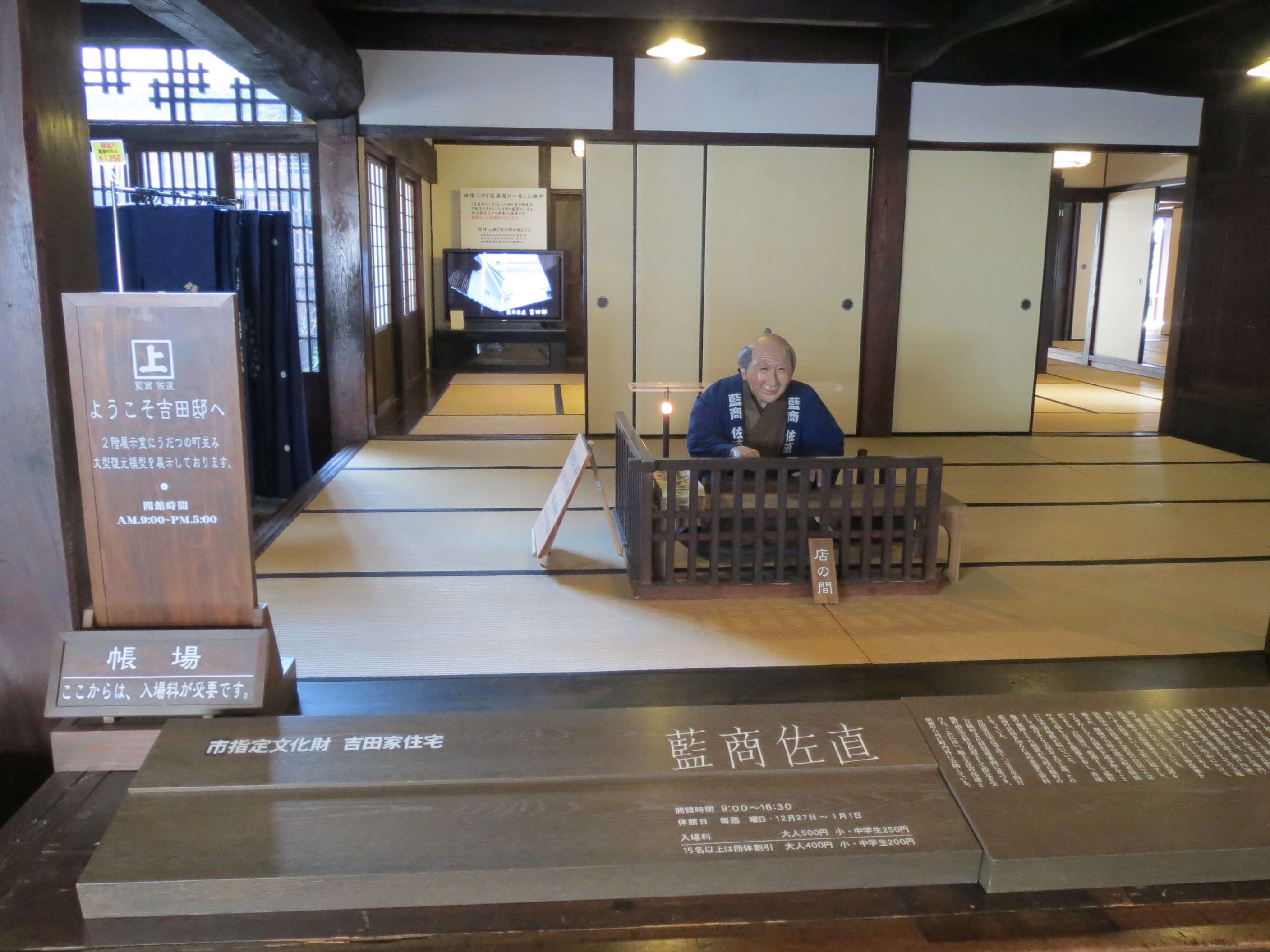
受付
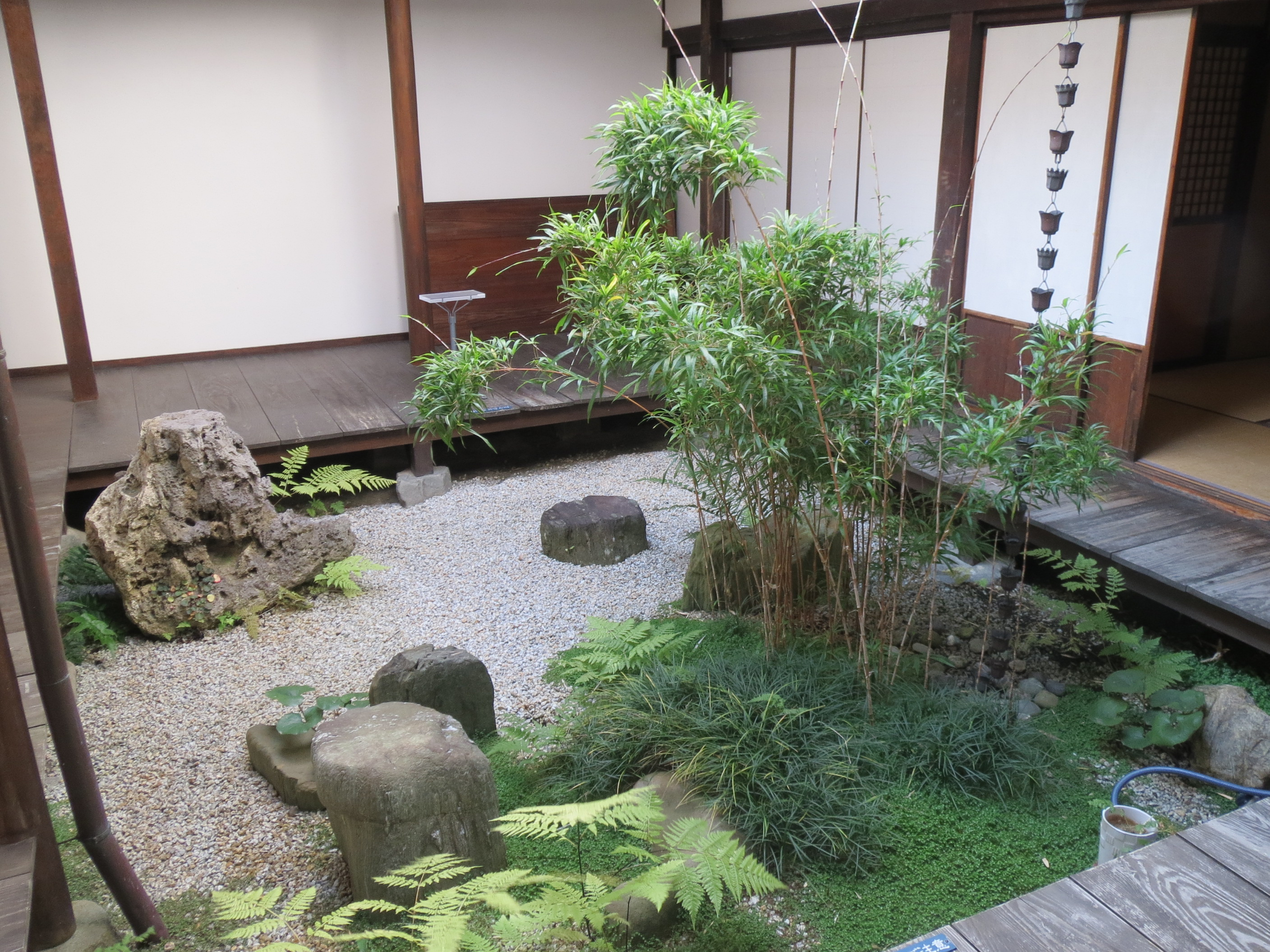
中庭
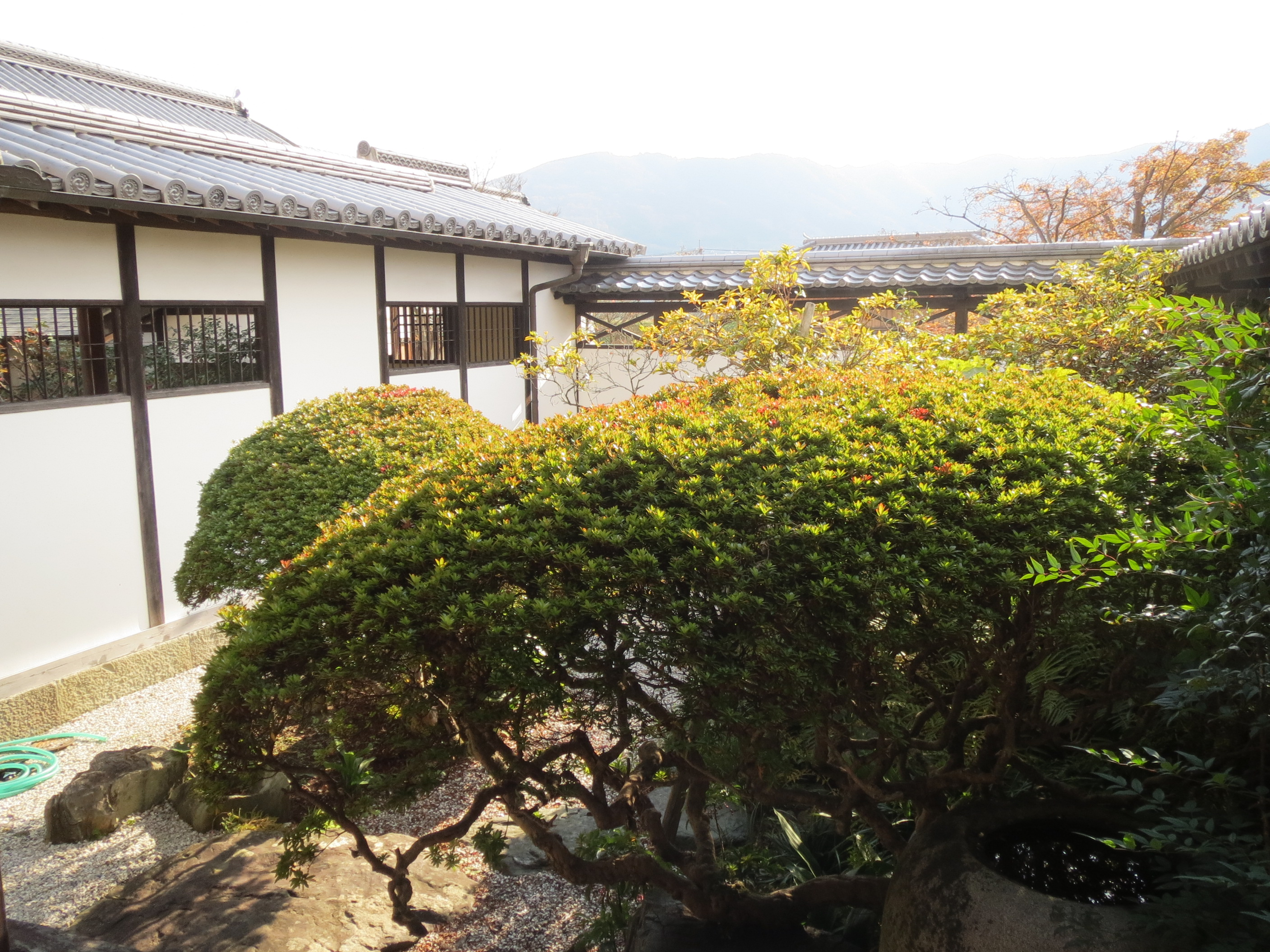
中庭2
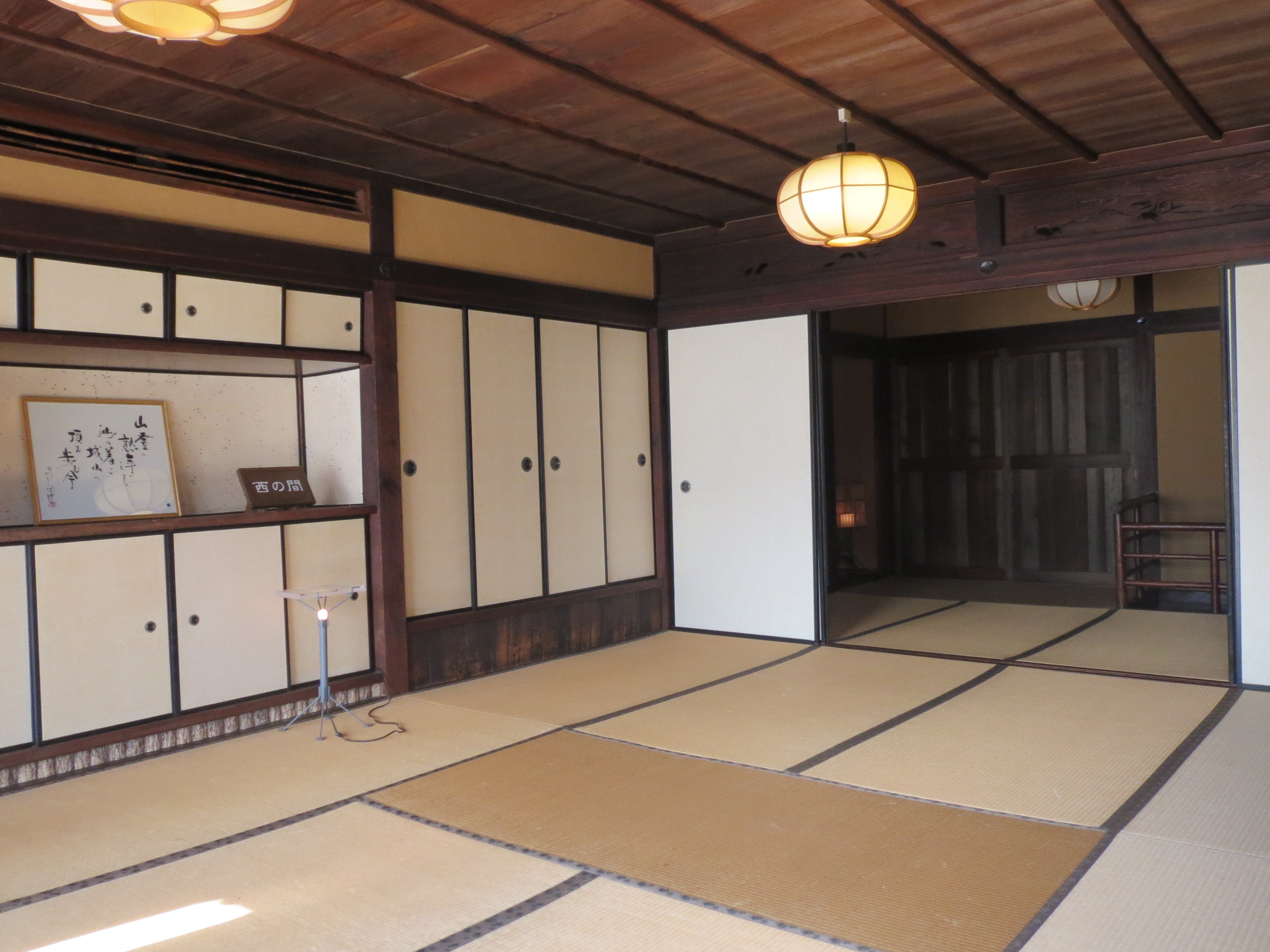
2階和室
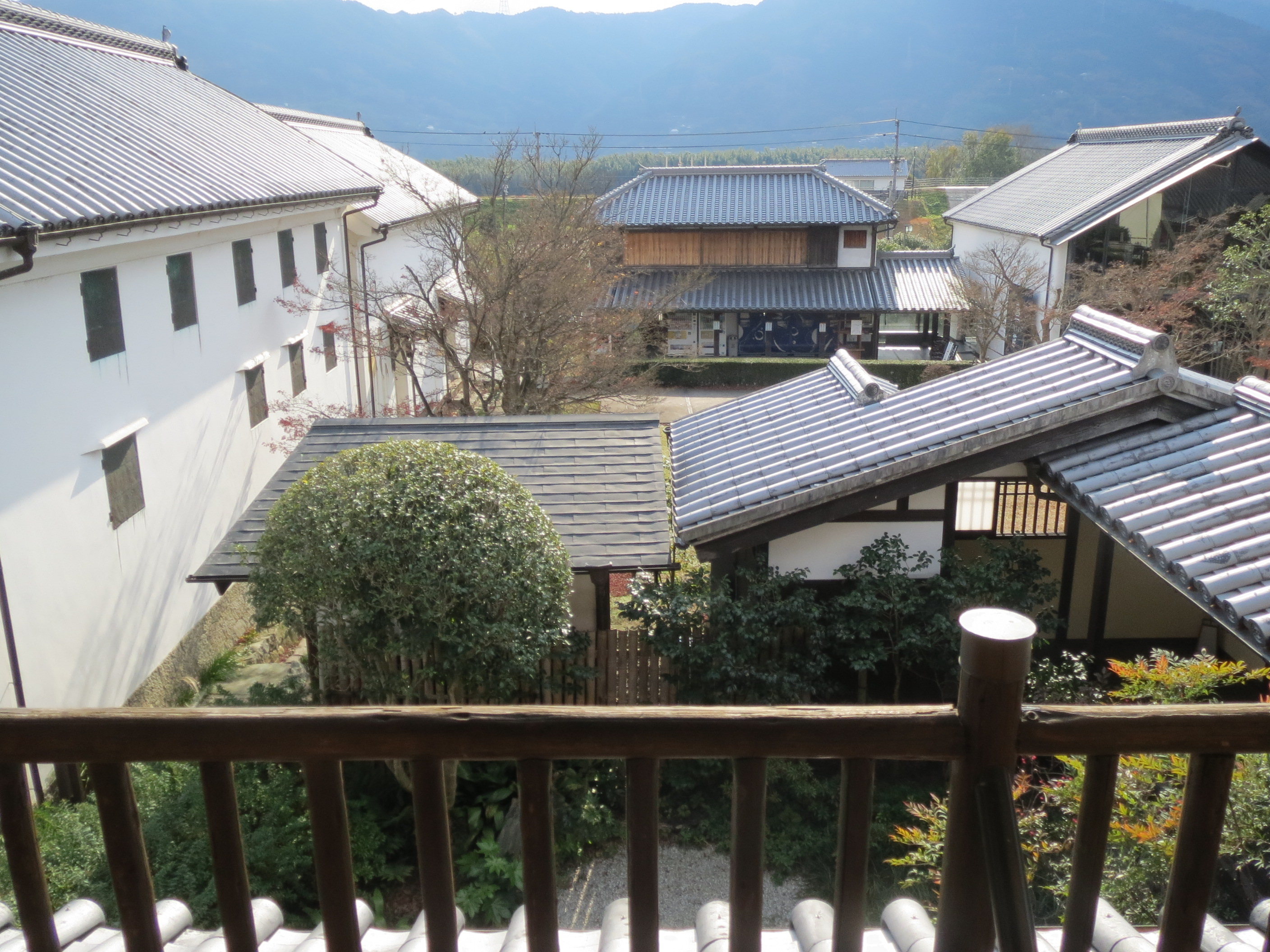
2階庭
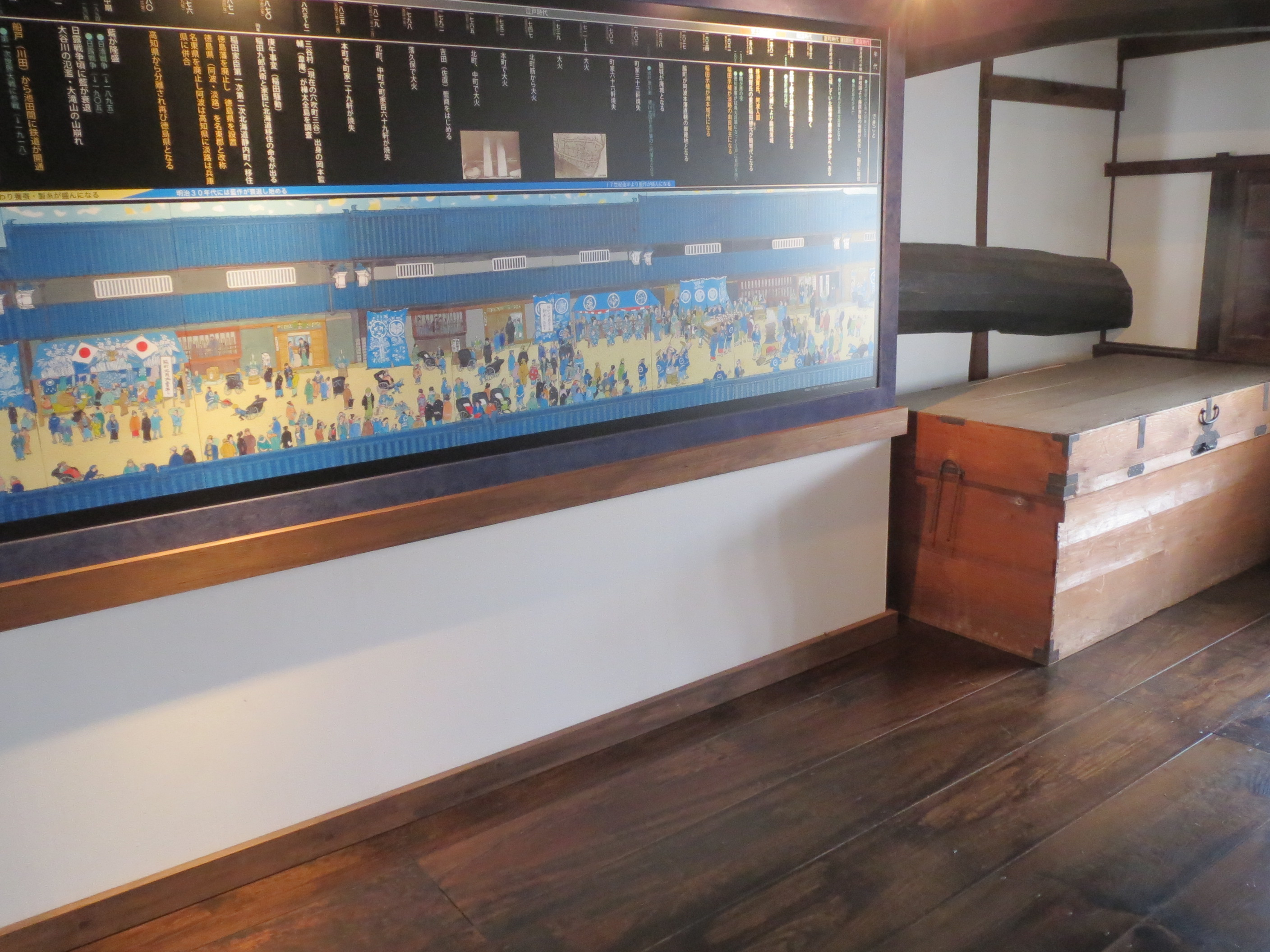
2階

## 藍商佐直
藍商「佐直」由来
吉田直兵衛が寛政4年（1792年）に創業した藍商。　屋号を「佐直」とした。藍商は藍染めの原料を販売する商人で、幕末から明治にかけて大いに繁盛し。吉野川流域は藍草の一大産地として発展したが、中流域以西ではその集散地として脇町が中心となった。佐直は、脇町で1,2の豪商であったという。南町通り（うだつの町並み）に面する当家屋は、間口十一間、奥行き三十間の敷地を有し、商家としてはかなり広いものだった。中には商談に使った店の間や帳場があり、使用人部屋や藍蔵、藍寝床なども残されている。裏手の雁木石段はかつて吉野川が近くを流れていたときの名残で、降りてすぐの所が船着場になっていた。また「卯建」など、防火の工夫も見ることができる。吉田家住宅は、平成11年に脇町指定の有形文化財になった。
藍の商い
藍商が各地の染め業者（紺屋）に販売していた藍染めの原料は粒状のすくもか、それを臼でつき固めた藍玉。藍の葉からこれらを作るのは大変手間がかかる仕事で、その製造を専門に行う業者は「藍師」と呼ばれた。藍作農家から集めた葉藍（藍の葉を細かく砕いて乾燥したもの）を、寝床と呼ばれる作業場で水をかけながら発酵と攪拌を繰り返し行い、約80日かけてすくもや藍玉に仕上げた。藍商は藍師を兼ねることが多く、藍商佐直でもこうした藍の製造を行っていた。現在、当家の藍の寝床は「情報センター」として活用されている。
防火の工夫
商家の密集する市街地で、人々がもっとも恐れたのが火災であった。江戸時代に入ってからたびたび大火に見舞われた脇町では、家屋の防火構造が重視され、卯建は隣家と接する2階部分の妻壁から突き出した小さな壁で、延焼を食い止める役割をした。虫籠窓は、表面に練り土に漆喰を塗り込めて堅牢に固めた2階部分の窓で、窓から室内へ火が燃え移るのを防いだ。
3度に亘る普請
当家屋は佐直が起業したとき、移築した民家である。当時はこのような木材のリサイクルは一般的だった。その後たびたび普請（改修）を行っており、江戸後期から慶応元年までの約90年間に、大規模な普請を3度行った記録がある。最初は天保6年（1835年）の西棟普請。身分が高い人が使う通称「御成玄関」と呼ばれる西玄関と、中庭や主座敷などを改修した。藍事業の拡大に伴い、武士の接客などの必要性が出てきたためと思われる。次は安政7年（1860年）の東棟普請。東棟の2階の部分が屋根上げされ、2階板の間の柱が新しく継ぎ足されていることが確認できる。当時の藍商は、土間やみせのまの2階を倉庫または労働者の寝床として使うことが多く、この頃扱う品物の量や労働力の必要性が大きくなったことを伺わせている。3回目は慶応元年（1865年）の南棟普請。主に主人と家族の生活の場所だが、新しく増築したのか改築したのかは判断出来ない。
卯建があがる町並み
藍で栄えた幕末から明治期まで、南町通り（うだつの町並み）には藍商をはじめとする多くの商家が建ち並び、人々で賑わっていた。商家は、本瓦葺きに大壁づくりの重厚なたたずまいで、隣家と接する2階の壁に卯建を設けている。この卯建を作る費用が相当にかかったことから、店が繁盛しないことを「卯建があがらない」ということわざにもなっている。今もこの通りには当時の商家が数多く残り、活気のあった頃の面影を伝えている。昭和63年に全国で28か所目の重要伝統的建造物群保存地区に選定されている。